# Pratt
Pratt je priimek več oseb:
- Chris Pratt, ameriški igralec
- Douglas Henry Pratt, britanski general
- Fendall William Harvey Pratt, britanski general
- Harlan Pratt, kanadski hokejist
- Nolan Pratt, kanadski hokejist
- Reginald Sutton-Pratt, britanski general
- William Veazie Pratt, ameriški admiral